# Leonel Fernandes
Leonel Gomes Silva Fernandes (* 12. März 1998 in Vila Real) ist ein portugiesischer Handballspieler.

## Karriere

### Verein
Leonel Fernandes lernte das Handballspielen bei ADA Maia. 2013 wechselte der 1,91 m große linke Außenspieler in die Jugendabteilung des FC Porto. Ab 2014 kam er zu Einsätzen in der Juniorenmannschaft und der Reserve der Profis. 2016 kehrte er auf Leihbasis zum Erstligisten ADA Maia zurück. Seit 2018 läuft er wieder für Porto auf und gewann 2019, 2021, 2022 und 2023 die erste portugiesische Liga, die Andebol 1, 2019 und 2021 den Supercup und 2019 und 2021 den Pokal, die Taça de Portugal.

### Nationalmannschaft
Mit der portugiesischen Nationalmannschaft nahm Fernandes an den Mittelmeerspielen 2018, an der Weltmeisterschaft 2021 und an der Europameisterschaft 2022 teil. Er stand im Aufgebot für die Weltmeisterschaft 2023. Bei der Weltmeisterschaft 2025 warf er 16 Tore in neun Spielen und erreichte mit dem vierten Platz die beste Platzierung der portugiesischen Mannschaft bei einer WM. Bisher bestritt er 66 Länderspiele, in denen er 119 Tore erzielte.